# Idiocera (Idiocera) sita
Idiocera (Idiocera) sita is een tweevleugelige uit de familie steltmuggen (Limoniidae). De soort komt voor in het Oriëntaals gebied.